# الدوق الأكبر ميخائيل أليكساندروفيتش من روسيا
الدوق الأكبر ميخائيل أليكساندروفيتش من روسيا (بالروسية: Михаи́л Алекса́ндрович)‏ (ولد 4 ديسمبر 1878 - توفي 13 يونيو 1918) كان الابن الأصغر وخامس أبناء الإمبراطور ألكسندر الثالث.

## حياة مبكرة
وُلد ميخائيل في قصر أنشيكوف في نيفسكي بروسبكت في سانت بطرسبرغ، الابن الأصغر والطفل قبل الأخير لتسيساريفيش ألكسندر من روسيا وزوجته ماريا فيودوروفنا (داغمار من الدنمارك). كان أجداده من جهة الأم الملك كريستيان التاسع ملك الدنمارك ولويز من هسن-كاسل. توفيت جدته من جهة الأب ماريا ألكسندروفنا (ماري من هسن) قبل عيد ميلاده الثاني. اُغتيل جده من جهة الأب، الإمبراطور الروسي ألكسندر الثاني، في 1 مارس عام 1881، ونتيجة لذلك، أصبح والدا ميخائيل إمبراطورًا وإمبراطورة لجميع الروس قبل عيد ميلاده الثالث. بعد الاغتيال، نقل التسار الجديد ألكسندر الثالث عائلته، بما في ذلك ميخائيل، إلى قصر غاتتشينا حيث يتمتع بقدر من الأمان، الذي كان على بعد 29 ميلًا جنوب غرب سانت بطرسبرغ ومحاط بخندق مائي.
نشأ ميخائيل بصحبة أخته الصغرى أولغا، التي أطلقت عليه لقب «فلوبي» لأنه «يرتمي بتثاقل» على الكراسي. أطلق عليه أشقاؤه الأكبر منه سنًا وأبواه «ميشا». كانت الأوضاع في الحضانة متواضعة، لدرجة أنها متقشفة. كان الأطفال ينامون على أسرّة معسكرات صلبة وينهضون عند الفجر ويغتسلون بالماء البارد ويأكلون حساء بسيط من الشعير على الفطور. تعلم ميخائيل، مثل أشقائه، على يد معلمين خاصين واعتنت به مربية إنجليزية، السيدة إليزابيث فرانكلين.
كثيرًا ما ذهب ميخائيل وأولغا في حركلات في الغابات حول غاتتشينا مع والدهما، الذي انتهز الفرصة لتعليمهما صناعة الأخشاب. كما تعلموا الأنشطة البدنية، مثل: الفروسية في سن مبكرة، كما كان الاحتفال الديني. على الرغم من أن عيد الميلاد وعيد الفصح كانا أوقات احتفال وإسراف، خضع الصوم الكبير للرقابة بشكل صارم – تُجنبت اللحوم ومنتجات الألبان وأي شكل من أشكال الترفيه. أُخذت العطلات العائلية في الصيف في قصر بيترهوف ومع أجداد ميخائيل في الدنمارك.
كان ميخائيل في السادسة عشرة من عمره تقريبًا عندما أُصيب والده بالمرض القاتل. أُلغيت الرحلة السنوية إلى الدنمارك. في 1 نوفمبر عام 1894، تُوفي الإسكندر الثالث عن عمر يناهز 49 عامًا قبل الأوان. أصبح شقيق ميخائيل الأكبر، نيكولاس، التسار، وانتهت طفولة ميخائيل فعليًا.

## مسار مهني عسكري وواجبات عامة
عادت والدة ميخائيل، الإمبراطورة دواغر ماري، إلى قصر أنشيكوف مع ميخائيل وأولغا. مثل معظم أفراد عائلته من الذكور، التحق ميخائيل بالجيش. أكمل التدريب في مدرسة المدفعية والتحق بمدفعية الحصان الملكي. في نوفمبر عام 1898، بلغ سن الرشد القانوني، وبعد ثمانية أشهر فقط، أصبح وريثًا مفترضًا لنيقولا حيث قُتل الأخ الأوسط جورج في حادث دراجة نارية. أبرزت وفاة جورج والتغيير اللاحق في خط الخلافة أن نيقولا يفتقر إلى الابن. اقتصرت الخلافة على الذكور، لأن بناته الثلاث غير مؤهلات. عندما أصبحت زوجة نيكولاس، ألكسندرا، حاملًا في عام 1900، تمنت أن يكون الطفل ذكرًا. ناورت لإعلان نفسها وصية على طفلها الذي لم يولد بعد في حالة وفاة نيكولاس، لكن الحكومة رفضت وقررت أن ميخائيل سيرث العرش بغض النظر عن جنس الطفل الذي لم يولد بعد. أنجبت ابنة رابعة في العام التالي.
كان يُنظر إلى ميخائيل على أنه مميز وهادئ وحسن المحيا. أدى الواجبات العامة المعتادة المتوقعة من وريث العرش. في عام 1901، مثّل روسيا في جنازة الملكة فيكتوريا وحصل على وسام الحمام. في العام التالي مُنح وسام فارس الرباط في حفل تتويج الملك إدوارد السابع. في يونيو عام 1902، انتقل ميخائيل إلى فوج الفرسان المدرعين الأزرق وانتقل إلى غاتتشينا، حيث يقع مقر الفوج. منذ بلوغ سن الرشد، أخذ ميخائيل على عاتقه الاستقلال المالي. تضمنت أصوله أكبر معمل تكرير سكر في البلاد، برأس مال يبلغ ملايين الروبلات ومجموعة من السيارات وعقارات الدولة في أوتروفو في كونغرس بولندا وبراسوفو بالقرب من أوريول.
كان ميخائيل وريثًا افتراضيًا حتى 12 أغسطس عام 1904، حتى ولادة الكسي نيكولايفتش لنيقولا وألكسندرا وأصبح وريثًا واضحًا. أصبح ميخائيل مرة أخرى في المرتبة الثانية للعرش، ولكن اُعتبر الوصي المشارك للصبي، جنبًا إلى جنب مع ألكسندرا، في حالة وفاة نيكولاس.

## رومانسيات
في عام 1902، التقى ميخائيل بالأميرة بياتريس أميرة ساكس كوبورج وغوتا. وقعا في الحب وبدآ في المراسلة بلغتها الإنجليزية الأصلية. تحدث ميخائيل كلًا من اللغتين الفرنسية والإنجليزية بطلاقة. في البداية بدا أنهما سيتزوجان. ومع ذلك، منعت الكنيسة الأرثوذكسية زواج أبناء العم أو الخال من الدرجة الأولى، وكان والد ميخائيل ووالدة بياتريس أشقاء. رفض نيقولا السماح بالزواج، وانتهت العلاقة العاطفية بين ميخائيل وبياتريس.
تحول انتباه ميخائيل إلى ألكسندرا كوسيكوفسكايا (سبتمبر 1875، منطقة أوريل - 1923، برلين)، والمعروفة باسم «دينا»، التي كانت وصيفة أخته أولغا. والد دينا، فلاديمير كوسيكوفسكي، كان محاميًا وكانت دينا من عامة الشعب. رفض ميخائيل الفكرة التي اقترحها أصدقاؤه بأن يحتفظ بها كعشيقة، وفي يوليو عام 1906، كتب إلى نيقولا يطلب الإذن بالزواج منها. فزع نيقولا والإمبراطورة دواغر ماري. رأى كلاهما أن العائلات الملكية يجب أن تتزوج من العائلات الملكية، ووفقًا لقانون المنزل الروسي، فإن أي أطفال من الزواج بين أحد أفراد العائلة المالكة وعامة الشعب غير مؤهلين للخلافة. هدد نيقولا بسحب لجنة جيش ميخائيل ونفيه من روسيا إذا تزوج بدون إذنه. رفضت ماري دينا باعتبارها وصيفة أولغا وأخذت ميخائيل إلى الدنمارك حتى منتصف سبتمبر.
بعد فترة وجيزة من عودته إلى روسيا، أعلنت ثلاث صحف بريطانية في 24 سبتمبر عام 1906 أن ميخائيل سيتزوج من باتريشيا أميرة كونوت، لكن لا هو ولا باتريشيا كانا يعرفان شيئًا عن ذلك. أصدر قصر باكنجهام تكذيبًا. ومع ذلك، بعد ذلك بعامين، في أكتوبر عام 1908، زار ميخائيل لندن، وارتبط مع «باتريشيا» في خطوبة اجتماعية. يبدو من المحتمل أن والدة ميخائيل كانت تتآمر حتى يتزوج من عروس أكثر ملاءمة، ومنشئ التقرير الكاذب، مراسل رويترز جاي بيرينجر ، قرأ الكثير من الخطط. كان ميخائيل ودينا يخططان للهروب، لكن أُعيقت خططهما لأن دينا كانت تحت المراقبة من قبل أوخرانا، الشرطة السرية لنيكولاس، ومُنعت من السفر. تحت ضغط الأسرة وعدم قدرته على رؤية دينا، بحلول أغسطس عام 1907 بدا أن ميخائيل فقد الاهتمام. ذهبت دينا للعيش في الخارج. لم تتزوج أبدًا ويُعتقد أنها خطيبة ميخائيل الشرعية، لكن علاقتهما العاطفية انتهت.
في أوائل ديسمبر عام 1907، قُدم ميخائيل إلى ناتاليا سيرغيفنا ولفيرت، زوجة ضابط زميل، وبدآ منذ عام 1908 صداقة عميقة. كانت نتاليا من عامة الشعب التي لديها ابنة من زواجها الأول. بحلول أغسطس عام 1909، أصبحا حبيبين، وبحلول نوفمبر عام 1909، كانت ناتاليا تعيش بعيدًا عن زوجها الثاني في شقة في موسكو دفع إيجارها ميخائيل. في محاولة لمنع الفضيحة، نقل نيقولا ميخائيل إلى سلاح الفروسية التابع لتشيرنيهيف في أوريل، على بعد 250 ميلًا من موسكو، لكن ميخائيل سافر من هناك عدة مرات في الشهر لرؤية ناتاليا. وُلد الطفل الوحيد، جورج (الذي سمي باسم شقيق ميخائيل المتوفي) في يوليو عام 1910، قبل إنهاء طلاقها من زوجها الثاني. للتأكد من أن الطفل يمكن الاعتراف به كابنه، بدلًا من ابن ولفرت، كان لدى ميخائيل تاريخ الطلاق الذي يعود تاريخه إلى الماضي. أصدر نيقولا مرسومًا يعطي فيه الصبي لقب «براسوف»، مأخوذًا من ممتلكات ميخائيل في براسوفو، وهو اعتراف ضمني بأن ميخائيل هو الأب.

## روابط خارجية
- الدوق الأكبر ميخائيل أليكساندروفيتش من روسيا على موقع IMDb (الإنجليزية)